# Meyrin Grand-Saconnex
 (octobre 2024).
Si vous disposez d'ouvrages ou d'articles de référence ou si vous connaissez des sites web de qualité traitant du thème abordé ici, merci de compléter l'article en donnant les références utiles à sa vérifiabilité et en les liant à la section « Notes et références ».
Meyrin Grand-Saconnex (MGS Grand-Saconnex) est un club suisse de basket-ball, basé dans la ville du Grand-Saconnex. L'équipe est appelée par son acronyme : MGS.
Il s'agit de l'équipe fanion des clubs de Meyrin Basket et du Grand-Saconnex BBC qui possèdent chacun leur mouvement jeunesse. La politique du club est basée sur l'insertion de joueurs issues de la région genevoise en les appuyant par des renforts étrangers.

## Historique
- 1996 : Création de l'équipe Meyrin Grand-Saconnex qui évolue sur Meyrin dans la salle de Champs-Fréchets.
- 2003 : Ascension en LNA après avoir battu Pully dans les barrages.
- 2005 : déménagement dans la nouvelle salle du Pommier au Grand-Saconnex
- 2008 : Fondation des Inferno MGS, premier fan club de l'équipe

### Bilan saison par saison
- 1989 - 1990 : 2e LNBB (2e division)
- 1990 - 1991 : 1er LNBB (2e division)
- 1991 - 1992 : LNBA (1re division)
- 1997 - 1998 : LNBB (2e division)
- 1998 - 1999 : LNBB (2e division)
- 1999 - 2000 : LNBB (2e division)
- 2000 - 2001 : LNBB (2e division)
- 2001 - 2002 : 4e LNBB (2e division)
- 2002 - 2003 : 1er LNBB (2e division)
- 2003 - 2004 : 5e LNBA (1re division)
- 2004 - 2005 : 9e LNBA (1re division)
- 2005 - 2006 : 9e LNBA (1re division)
- 2006 - 2007 : 9e LNBA (1re division)
- 2007 - 2008 : 11e LNBA (1re division)

## Palmarès
- 1991 : Finaliste de la Coupe et titre de LNBB
- 1992 : Demi-finaliste de la Coupe de Suisse
- 2003 : Finaliste LNBB contre Union Neuchâtel (0-2) puis barragiste LNBA - LNBB contre Pully (2-1)
- 2004 : Demi-finaliste des play-off de LNBA contre Boncourt (0-3)

## Entraîneurs successifs
- 2007 - auj :   Dulaine Harris
- 2006 - 2007 : Nebojsa Lazarevic
- 2005 - 2006 :  Alain Maissen puis  Stéphane Cid
- 2002 - 2005 :  Nebojsa Lazarevic
- 1999 - 2002 :  Alain Maissen

## Effectif 2007-2008
| Numéro | Nom                  | Position | Taille | Année de Naissance | Nationalité |
| 7      | Pete Strobl          | 3-4      | 206 cm | 1976               |             |
| 8      | Jelloul Blidi        | 4-3      | 197 cm | 1979               |             |
| 9      | Otahre Agbavwe       | 2-3      | 182 cm | 1980               |             |
| 15     | Kewain Gant          | 4-5      | 203 cm | 1985               |             |
| 22     | Yassine Khoumssi     | 1-2      | 191 cm | 1986               |             |
| 23     | Cédric Bonga         | 2        | 185 cm | 1985               |             |
| 24     | Matthew Kemper       | 4        | 206 cm | 1980               |             |
| 31     | Namik Zahirovic      | 2-3      | 192 cm | 1976               |             |
| 32     | Douglas Lamont Scott | 3-2      | 198 cm | 1984               |             |
| 33     | Aurélien Tshitundu   | 3        | 191 cm | 1983               |             |
| 43     | Fabien Fond          | 1        | 173 cm | 1971               |             |
| 44     | Julien Senderos      | 4        | 198 cm | 1980               |             |

Staff :
- Coach :   Dulaine Harris

## Joueurs célèbres ou marquants
- Otahre Agbavwe (2004-2005 : 2006-auj)
- Lamar Karim (2007-2008)
- Tim Lyle (2005-2006)
- Robert Margot (2003-2005)
- Christopher Pegan (1999-2004) - meilleur scoreur du MGS en LN
- Ernest Scott (2004-2005)
- Thor Solverson (2004-2006) - meilleur rebondeur du MGS en LN